# Модель, Зиновий Иосифович
Зиновий Иосифович (Залман Иоселевич) Мо́дель (31 марта 1899, Витебск — 28 сентября 1993) — советский радиотехник, специалист в области радиопередающих устройств. Один из основоположников мощного радиостроения в СССР.

## Биография
Сын преподавателя витебского коммерческого училища Иоселя Неуховича Моделя. Окончил Витебское коммерческое училище (1916) и некоторое время учился в Московском коммерческом институте.
В 1926 году окончил МВТУ имени Н. Э. Баумана. В студенческие годы был первым скрипачом его струнного квартета. С 1925 года работал в Москве на монтаже радиостанций, читал лекции в кружках, сотрудничал в редакции журнала «Радиолюбитель».
В 1928—1953 годах работал в Ленинграде на ведущих инженерных и научных должностях в Бюро Мощного радиостроения и отраслевой радиолаборатории передающих устройств (1928—1935), в Отраслевой радиолаборатории профессиональных устройств в Комбинате мощного радиостроения (1937—1939), в ЦКБ при заводе имени Коминтерна (1944—1953).
В 1930-60-х годах консультант ОКБ ЛЭВЗ «Светлана».
С 1929 года преподавал в вузах. С 1935 профессор и до 1940 зав. кафедрой Ленинградского электротехнического института связи. С 1946 профессор Ленинградского политехнического института, в 1953—1976 годах заведующий кафедрой.
Один из основоположников мощного радиостроения в СССР. В 1930-х годах руководил разработками мощных радиостанций средних и длинных волн, мощных модуляционных устройств, первого в стране мощного телевизионного передатчика, участвовал в сооружении Радиостанции имени Коминтерна — самой мощной в мире на тот момент радиовещательной станции.
В 1950-х годах руководил разработкой мощных коротковолновых передатчиков, в том числе сверхмощного коротковолнового передатчика, телевизионной УКВ-станции, генераторов для ускорителей частиц.
Разработал методы расчетов широкополосного усиления мощности, импульсной модуляции, диапазонно-кварцевой стабилизации управляемых выпрямителей.
Доктор технических наук (1946). Автор учебников и учебных пособий.
Сын — Модель, Александр Зиновьевич (р. 1934), специалист в области ТВ-техники, старший научный сотрудник ВНИИТ, кандидат технических наук (1969).
Похоронен на Репинском кладбище.

## Книги
- Курс радиопередатчиков, т. 1-2. М., 1938-40 (совм. с И. Х. Невяжским);
- Вопросы построения мощных радиостанций. Л.-М., 1947;
- Радиопередающие устройства. М., 1971.

## Награды и премии
- Сталинская премия первой степени (1946) — за создание мощной радиостанции[1]
- заслуженный деятель науки и техники РСФСР (1972)